# Severino Aznar
Severino Aznar Embid (Tierga, 1870-Madrid, 1959) fue un sociólogo, académico y periodista español, perteneciente a la corriente del catolicismo socialy artífice de la Democracia Cristiana española.

## Biografía
Nacido el 10 de febrero de 1870 en la localidad zaragozana de Tierga, en el seno de una familia humilde, fue fundador de la revista Paz Social, en 1907, y en 1910 se presentó a diputado por Zaragoza en una candidatura carlista en las elecciones de 1910, sin éxito. En 1914 comenzó a trabajar en el Instituto Nacional de Previsión y en 1916 se hizo con la cátedra de Sociología en la Universidad Central. Integrante del movimiento carlista, lo abandonó en 1919 tras la escisión mellista, para promover el llamado Grupo de la Democracia Cristiana. Posteriormente, junto con otros carlistas como Salvador Minguijón, se incorporó al Partido Social Popular, fundado en 1922, durante un breve periodo previo a la dictadura de Primo de Rivera. Durante la dictadura entró en la Unión Patriótica y fue miembro de la Asamblea Nacional Consultiva. Con la llegada de Francisco Franco al poder, fue designado director general de Previsión. Falleció en Madrid el 19 de noviembre de 1959.
Académico de número de la Real Academia de Ciencias Morales y Políticas desde 1921, con la medalla 16, fue colaborador a lo largo de su vida de publicaciones como El Correo Español (diario en el que dirigió la página social), El Debate, La Gaceta, ABC y Cultura Española.
Perteneció a la corriente del catolicismo social, habiendo sido descrito como «el creador del pensamiento social moderno del catolicismo en España». En términos ideológicos ha sido descrito desde «apolítico», de talante democrático y progresista y con «simpatías» por el carlismo tradicionalista, hasta «derechista, católico y monárquico» o «un carlista atípico». Ya antes del fin de la guerra civil se identificaría plenamente con los valores del franquismo. Fue padre de los falangistas Rafael, Jaime y Guillermo Aznar, fallecidos en combate durante la guerra civil española. Y de Agustín Aznar, médico, que sobrevivió a la contienda.
El papa le recompensó por su labor pionera en el catolicismo social español con la Gran Cruz de la
Orden de San Silvestre.

### Pensamiento católico social
Aznar Embid a lo largo de todos sus obras desarrolla el pensamiento del catolicismo social que pretende, entre otras atribuciones, difundir el catolicismo entre todos los sectores sociales para que sea posible un mejor entendimiento y resolución de los problemas sociales. A la vez considera que si ese ideal es difícil de conseguir hay que buscar soluciones sociales que resuelvan distintos problemas. 
En su libro de 1921 Abolición del salariado, defiende, con el objeto de eliminar la lucha de clases, que el trabajador se haga propietario para lo que propone el cooperativismo como la mejor solución que puede ser articulada de diferentes formas.

## Publicaciones
Entre sus publicaciones se pueden señalar:
- 1911 - La conciliación y el arbitraje, tesis doctoral.
- 1914 - El riesgo de enfermedad las sociedades de socorros mutuos, Madrid.
- 1915 - La vejez del obrero y las pensiones de retiro, Madrid, Publicaciones del INP, 1915
- 1921 - La abolición del salariado, Discurso de recepción en la Real Academia de Ciencias Morales y Políticas.
- 1925 - El retiro obrero y la agricultura, Madrid, Sobrinos de la Sucesora de M.Minuesa de los Ríos.
- 1929 - La función social de la religión.
- 1930 - Despoblación y colonización, Barcelona, Ed. Labor.
- 1947 - Los seguros sociales. En busca de sus principios, Madrid, Instituto de Estudios Políticos.
- 1949 - Estudios religioso-sociales, Madrid, Instituto de Estudios Políticos, colección “Ecos del Catolicismo Social en España”.
- 1950 - Las Ocho primeras Semanas Sociales de España”, en VV.AA.: Hacia una más justa distribución de la riqueza, Ed. Secretariado de la Junta Nacional de Semanas Sociales.
- 1962 - Promedio diferencial de la natalidad, la mortalidad y reproductividad en las regiones más dispares, entre la población rural y urbana y entre las diferentes clases sociales de Madrid,”, en Estudios demográficos, núm. 5.
- 2008 - La institución de la familia vista por un demógrafo, Madrid, Ed. CSIC, Colección Estudio Demográficos, reedición a cargo de Julio Iglesias de Ussel, Madrid, CIS/BOE.